# Far Above the Clouds
„Far Above the Clouds“ je píseň britského multiinstrumentalisty Mika Oldfielda. Vydána byla jako jeho třicátý devátý singl v roce 1998 a v britské hitparádě se umístila nejlépe na 53. místě.
Skladba „Far Above the Clouds“ pochází z Oldfieldova alba Tubular Bells III, které vyšlo o rok dřív. Singl se skládá ze dvou samostatných disků. Na prvním z nich se kromě skladby „Far Above the Clouds“ nachází ještě dva její remixy. Druhé CD obsahuje další tři remixy „Far Above the Clouds“.

## Seznam skladeb
CD 1
1. „Far Above the Clouds (Timewriter's Radio Mix)“ (Oldfield, remix: Timewriter) – 3:38
2. „Far Above the Clouds (Jam & Spoon Mix)“ (Oldfield, remix: Jam & Spoon) – 9:55
3. „Far Above the Clouds (Original Version)“ (Oldfield) – 4:48

CD 2
1. „Far Above the Clouds (Deep Inside the Club Mix)“ (Oldfield, remix: Jam & Spoon) – 10:24
2. „Far Above the Clouds (Timewriter's Big Bag of Secrets)“ (Oldfield, remix: Timewriter) – 6:19
3. „Far Above the Clouds (Far Below the Bass Edit)“ (Oldfield, remix: Jam & Spoon) – 3:12